# Le Bréviaire des nobles

Le Bréviaire des nobles est un poème didactique de 454 vers en moyen français composé par Alain Chartier entre 1422 et 1426, où sont passées en revue les douze vertus qui, selon le poète, constituent la vraie noblesse.
Il se présente comme un recueil de treize ballades (trois strophes d'égale longueur, puis une plus courte, les quatre terminées par un refrain qui, ici, exprime le trait le plus caractéristique de la vertu en question). Ces ballades diffèrent d'ailleurs par le nombre de syllabes des vers et la longueur des strophes (la plus longue étant la dernière, sur la persévérance, avec trois strophes de quinze vers décasyllabiques). La première ballade est une interpellation de la noblesse elle-même aux gentilshommes, et sert de préambule aux douze autres consacrées chacune à une des vertus dont elle leur prescrit le culte. Noblesse exige de chaque gentilhomme que « tous les jours une fois/ Ses Heures die en cestuy Breviaire ».
Les douze vertus sont successivement : la foi en Dieu ; la loyauté (refrain : « Servir leur Roy et leurs sujets défendre ») ; l'honneur (refrain : « Car c'est le bien qui les autres surmonte ») ; la droiture, qui signifie ici l'équité (refrain : « A chascun son loyal droit ») ; la prouesse (refrain : « Honneste mort plus que vivre en vergogne ») ; l'amour (« C'est largesse de hault cœur honorable/ Qui de soy fait a ce qu'il aime part » ; refrain : « Qui n'a amours et amis il n'a rien ») ; la courtoisie ; la diligence ; la netteté, c'est-à-dire la conduite exemplaire pour tous (refrain : « Celuy où tous prennent garde ») ; la largesse ou libéralité ; la sobriété (refrain : « Garde de corps et concierge de vie ») ; la persévérance (refrain : « Puisque la fin fait les œuvres louer »).
Le Bréviaire des nobles, expression de l'idéal chevaleresque, connut un vif succès aux XVe et XVIe siècles : on en conserve 54 manuscrits. Il a notamment été imité par Michault Taillevent dans son Psautier des villains, qui se compose aussi de treize ballades : une première où le poète s'en prend à Villonie, puis douze autres avec douze vertus (gentillesse, noble vertu, bonté de cœur, franchise, sens, mémoire, debonnaireté, vaillance, hardiesse, prudhommie, honnêté, bonne renommée).